# تسول (قبيلة)
تسول أو التسول وتكتب أيضا دسول و أوتسول هي قبيلة أمازيغية زناتية تقع مواطنها شمال غربي مدينة تازا. وهي امتداد لقبيلة مكناسة الزناتية تجاه الغرب

## نسب القبيلة
يقول عبد الواحد المراكشي عن نسب القبيلة:
«تسول، من البربر يرجعون إلى زناتة».

ويقول عبد الكبير بن هاشم الكتاني عن تسول:
«اعلم أن هذه القبيلة من البربر، ومرجعها إلى زناتة. وقال الشيخ بابا إنهم من بربر تازا».

## بطون القبيلة
يقول عبد الكبير بن هاشم الكتاني عن بطون القبيلة:
«تنقسم قبيلة تسول إلى قسمين: بني فندغيل وبني ورتناج. فالأول يشتمل على أولاد الشريف وبني أومر وبني مجدول، منهم بنو العافية وأولاد الزباير. والثاني يشتمل على اقْراوه وبني افْراصن ونكشت، والربع الفوقي يشتمل على تامدرت وحجر المير والخناديق. ثم يضاف لقبيلة تسول بنو لنت، وهم أقسام ثلاثة، باب الحرشة والخندق وبنو مقورة».

## التاريخ
قضت قبيلة تسول الزناتية على الدولة الإدريسية بقيادة قائدهم المشهور موسى بن أبي العافية، فملكوا المغرب الأقصى وأسسو مدينة تسول، وكان معقلهم قلعة جرماط التي قال عنها البكري:
«قلعة جرماط...كانت معقل أبي منقذ بن موسى بن أبي العافية، وكان بها جامع وأسواق وحمّام. وفي الجوف منها على عشرة أميال مدينة تسول المعروفة بعين إسحاق قاعدة موسى بن أبي العافية، وكانت على ثلاثة أجبل. وبها جامع وأسواق وحمّام وعين عذبة، بنى عليها موسى قبّة فخربها ميسور القائد الشيعي».

وكان موسى هذا صاحب تسول وبلاد تازا كبير مكناسة بالمغرب الأقصى، ويقول ابن دحية عن بني أبي العافية:
«ملكوا المغرب الأقصى، في أيام بني أمية الأندلسيين. وأصلهم من تازا، من أهل تسول، من بني مجدول، منهم. و تسول: كانت حاضرة ملكهم، ومنتظم سلكهم؛ فذهبت أيامهم، وتقلص إنعامهم».
كما أورد ابن خلدون في كتابه «تاريخ ابن خلدون» فصلا سماه "الخبر عن دولة بني أبي العافية ملوك تسول من مكناسة وأولية أمرهم وتصاريف أحوالهم" تحدث فيه عن دولة بني أبي العافية التسوليون. وخلال عهد المرابطين، قاومت القبيلة الإنتشار المرابطي ببلاد تازا وتسول رفقة قبائل زناتة، حيث جرت بين يوسف بن تاشفين وبين ملوك تازا التسوليين حرب صعبة بفحص الداد مع القاسم بن أبي العافية، فهزمه القاسم، وكر عليه يوسف في السنة الثانية، فهزمه وقتله بأقر سيف، فتمكن يوسف بن تاشفين من السيطرة على بلدة تازا وممر تازا، ويقول ابن خلدون في ذات الصدد:
«واجتمع زناتة من بعده على القاسم بن محمد بن عبد الرحمن من ولد موسى بن أبي العافية، كانوا ملوكا بتازا وتسول، فزحفوا إلى عساكر المرابطين والتقوا بوادي سيمير فكان الظهور لزناتة. واستلحم كثير من المرابطين، واتصل خبرهم بيوسف بن تاشفين وهو محاصر لقلعة مهدي بلاد فازاز فارتحل سنة ست وخمسين وأربعمائة ونزل عليها عسكر من المرابطين وصار يتنقل في بلاد المغرب، فافتتح بني مراسن ثم قبولادة، ثم بلاد ورغة سنة ثمان وخمسين وأربعمائة ثم افتتح بلاد غمارة سنة ستين وأربعمائة».
وقد برز بفاس عهد الموحدين بيت أولاد التسولي، وهو بيت قديم وشهير بفاس، جاء أفراده من تازا إلى فاس، وكان تقدم فيهم أيام دولة الموحدين أئمة أعلام، ذكرهم أبو محمد عبد الواحد بن علي التميمي في كتابه «تاريخ الأندلس»، منهم الفقيه العالم القاضي الأجل، أبو عيسى بن عمران؛ الذي كان من فضلاء المغرب ونبهائهم، وكانت له حظوة في أيام أبي يعقوب المنصور ومكانة، وله معرفة بالفقه وأصوله و علم الحديث. ولازال الجم الغفير من هذه القبيلة اليوم بفاس في حرف كثيرة. كما اشتهرت سياسة الأمير عبد القادر أثناء زعامته الجهاد بالجزائر بالتشاور واستفتاء أهل الرأي من العلماء ورجال الدين فيما يتعلق بتطبيق بعض القوانين الزجرية والمالية، ولعل أهم هذه المراسلات رسالة بعثها الأمير الجزائري سنة 1837م إلى علماء المغرب يطلب منهم فتوى في بعض المشاكل التي اعترضت طريقه، وقد أجاب عن هذه الأسئلة بأمر من السلطان مولاي عبد الرحمن العالم أبو الحسن علي بن عبد السلام التسولي المدعو مديدش تحت عنوان: «أجوبة العالم التسولي على أسئلة الأمير الجزائري».

وتؤكد المصادر الفرنسية أنه في الوقت الذي كانت المفاوضات جارية لامضاء الحماية على المغرب، كانت عدة قبائل مغربية تستعد للمقاومة، ويذكرون منها تسول وزمور وكروان وآيت يوسي، وآيت سغروشن وزيان وغياثة وبني وراين والبرانس وغيرها. وقد خلق الإنتصار الذي حققه زيان في معركة الهري صدا عميقا في منطقة تازا، حيث قامت قبائل تسول والبرانس وغياثة بسلسلة من الهجمات على مواقع الجيش الفرنسي وعلى طوابير التموين، وامتد هذا الدوي إلى قبائل الريف التي أوفدت مبعوثين إلى زيان ليعلنوا للقائد دعمهم، ويطلعوه على أحداث أوروبا. وفي اطار سياسة فرنسا التوسيعية تمكنت سنة 1914م من وضع يدها على موقعين هامين هما خنيفرة وتازة، وقد دخل الجيش الفرنسي إلى هذه الاخيرة في شهر ماي، بعد معارك ضارية وطاحنة أجروها مع قبائل غياثة وتسول والبرانس، ورغم الهزائم التي مني بها تسول والبرانس وغياثة وبني وراين قبيل وبعيد دخول الجيش الفرنسي إلى تازة في ماي 1914م إلا أنهم استأنفوا المقاومة، وانضموا إلى جنود محمد بن عبد الكريم الخطابي، ويقول مراسل الديلي ميل في باريس:
«انتشرت روح التمرد بين الجنود المغاربة في فشتالة وغياثة وتسول وغيرها، وانضم جانب من هذه الجنود فعلا إلى ابن عبد الكريم، وينتظر الباقون فرصة مناسبة، وصار من المحقق الأن أن مستقبل النفوذ الفرنسوي والأوروبي بشمال افريقية في خطر، وأن مصير فاس وسائر البلاد معلق في كفة ميزان القضاء».

## أعلام
- موسى بن أبي العافية[7]
- أبو عيسى بن عمران التسولي[4]
- أبو الحسن علي بن أبو عيسى بن عمران التسولي[4]
- طلحة بن أبو عيسى بن عمران التسولي[4]
- يوسف بن أبو عيسى بن عمران التسولي[4]
- أبو عمران موسى بن أبو عيسى بن عمران التسولي[4]
- أبو عمران موسى بن محمد بن محمد بن الحسن بن أبي بكر التسولي[4]
- أبو الحجاج يوسف بن الحسن بن أبي بكر التسولي الورتناجي[4]
- علي بن بري التسولي المقوري[19]
- أبو يحيى التسولي التازي[19]
- أبو العباس أحمد التسول[19]
- الشيخ إبراهيم التسولي اللنتي[19]
- أبو الحسن سيدي علي بن عبد السلام بن علي مديدش التسولي الورتناجي السبراري المقوري[19]
- محمد بن علي بن عمرو التسولي الورتناجي التمدرتي العبويي[19]
- الحاج عبد السلام بن عمر بن عبد الله التسولي المجدولي البوحفصي البنطيطي[20]
- محمد بن الجيلالي التسولي[21]